# Episodi di In the Dark (terza stagione)
La  terza stagione della serie televisiva In the dark, composta da 13 episodi, è stata trasmessa in prima visione assoluta negli Stati Uniti d'America sul canale The CW dal 23 giugno al 6 ottobre 2021.
In Italia la terza stagione è stata trasmessa in prima visione assoluta su Rai 4 dal 30 settembre all' 11 ottobre 2021.
| n° | Titolo originale                         | Titolo italiano                            | Prima Tv USA      | Prima Tv Italia   |
| -- | ---------------------------------------- | ------------------------------------------ | ----------------- | ----------------- |
| 1  | Hanging by a Thread                      | Appesa a un filo                           | 23 giugno 2021    | 30 settembre 2021 |
| 2  | I Know What You Did Last Night           | So cosa hai fatto ieri sera                | 30 giugno 2021    | 30 settembre 2021 |
| 3  | Somewhere Over the Border                | Da qualche parte oltre il confine          | 7 luglio 2021     | 1º ottobre 2021   |
| 4  | Safe and Sound                           | Sani e salvi                               | 14 luglio 2021    | 1º ottobre 2021   |
| 5  | Planes, Trains and Automobiles           | Aerei, treni e automobili                  | 21 luglio 2021    | 4 ottobre 2021    |
| 6  | Arcade Fire                              | Fuoco all'Arcade                           | 11 agosto 2021    | 4 ottobre 2021    |
| 7  | Pretty in Pink                           | Bella in rosa                              | 18 agosto 2021    | 5 ottobre 2021    |
| 8  | Power Trip                               | Smanie di potere                           | 25 agosto 2021    | 5 ottobre 2021    |
| 9  | Excess Baggage                           | Bagaglio in eccesso                        | 1º settembre 2021 | 6 ottobre 2021    |
| 10 | Home Run                                 | Torno a casa                               | 8 settembre 2021  | 6 ottobre 2021    |
| 11 | Match Point                              | Match Point                                | 22 settembre 2021 | 7 ottobre 2021    |
| 12 | Do You Hear What I Hear?                 | Hai sentito anche tu?                      | 29 settembre 2021 | 8 ottobre 2021    |
| 13 | Expectation is the Root of All Heartache | L'aspettativa è la radice di ogni angoscia | 6 ottobre 2021    | 11 ottobre 2021   |

## Appesa a un filo
- Titolo originale: Hanging by a Thread
- Diretto da: Ryan McFaul
- Scritto da: Corinne Kingsbury e Yael Zinkow

### Trama
- Ascolti Italia: telespettatori 140.000 - share 1,10%[3]

## So cosa hai fatto ieri sera
- Titolo originale: I Know What You Did Last Night
- Diretto da: Emmanuel Osei-Kuffour, Jr.
- Scritto da: Corinne Kingsbury e Yael Zinkow

### Trama
- Ascolti Italia: telespettatori 115.000 - share 1,00%[3]

## Da qualche parte oltre il confine
- Titolo originale: Software Over the Border
- Diretto da: Ryan McFaul
- Scritto da: Corinne Kingsbury e Yael Zinkow

### Trama
- Ascolti Italia: telespettatori 171.000 - share 1,30%[4]

## Sani e salvi
- Titolo originale: Safe and Sound
- Diretto da: Emmanuel Osei-Kuffour, Jr.
- Scritto da: Malarie Howard e Yael Zinkow

### Trama
- Ascolti Italia: telespettatori 145.000 - share 1,30%[4]

## Aerei, treni e automobili
- Titolo originale: Planes, Trains and Automobiles
- Diretto da: Annie Bradley
- Scritto da: Corinne Kingsbury e Anna Fisher

## Fuoco all'Arcade
- Titolo originale: Arcade Fire
- Diretto da: Ingrid Jungermann
- Scritto da: Yael Zinkow e Jason Pierre

## Bella in rosa
- Titolo originale: Pretty in Pink
- Diretto da: Ingrid Jungermann
- Scritto da: Jess Burkle

### Trama
- Ascolti Italia: telespettatori 131.000 - share 0,90%[5]

## Smanie di potere
- Titolo originale: Power Trip
- Diretto da: Jeff Chan
- Scritto da: Corinne Kingsbury e Yael Zinkow

### Trama
- Ascolti Italia: telespettatori 102.000 - share 0,80%[5]

## Bagaglio in eccesso
- Titolo originale: Excess Baggage
- Diretto da: Clara Aranovich
- Scritto da: Corinne Kingsbury e Yael Zinkow

### Trama
- Ascolti Italia: telespettatori 114.000 - share 0,80%[6]

## Torno a casa
- Titolo originale: Home Run
- Diretto da: Jeff Chan
- Scritto da: Corinne Kingsbury e Yael Zinkow

### Trama
- Ascolti Italia: telespettatori 100.000 - share 0,80%[6]

## Match Point
- Titolo originale: Match Point
- Diretto da: Clara Aranovich
- Scritto da: Yael Zinkow e Annie Hayes

### Trama
- Ascolti Italia: telespettatori 137.000 - share 1,20%[7]

## Hai sentito anche tu?
- Titolo originale: Do You Hear What I Hear?
- Diretto da: Steven Tsuchida
- Scritto da: Yael Zinkow

### Trama
- Ascolti Italia: telespettatori 138.000 - share 1,20%[8]

## L'aspettativa è la radice di ogni angoscia
- Titolo originale: Expectation is the Root of All Heartache
- Diretto da: Steven Tsuchida
- Scritto da: Corinne Kingsbury

### Trama
- Ascolti Italia: telespettatori 118.000 - share 1,00%[9]